# Orseolo (opera)
Orseolo è un'opera di Ildebrando Pizzetti su libretto proprio. Fu rappresentata per la prima volta al Teatro Comunale di Firenze il 5 maggio 1935, nel corso della seconda edizione del Maggio Musicale Fiorentino. La première ebbe un «successo clamoroso senza neppure il minimo contrasto»
Il personaggio centrale dell'opera è il vecchio Marco Orseolo: «la severità della mente e le debolezze del cuore si concentrano nella musica che gli è stata data. Non v'è vero discorso né scena in cui partecipi ove la tragedia della sua anima non s'affermi».  Come nelle precedenti opere pizzettiane si fa uso del declamato e di temi conduttori, la cui apparizione però non è metodica né prestabilita e che risuonano nell'orchestra senza passare alle parti vocali.. Il primo e il terzo atto sono divisi in due quadri da intermezzi che descrivono l'ambiente veneziano (quello del primo atto accompagna gruppi di maschere in attesa di una festa; quello del terzo atto una processione in ringraziamento di una vittoria militare).

## Interpreti della prima rappresentazione
| Personaggio                              | Interprete           |
| ---------------------------------------- | -------------------- |
| Marco Orseolo                            | Tancredi Pasero      |
| Contarina Orseolo                        | Franca Somigli       |
| Marino Orseolo                           | Gaspare Rubino       |
| Rinieri Fusinèr                          | Ettore Parmeggiani   |
| Alvise Fusinèr                           | Augusto Beuf         |
| Delfino Fusinèr Voce di un gondoliere    | Lamberto Bergamini   |
| Il doge                                  | Romeo Morisani       |
| Andrea Grimani Toni                      | Giovanni Azzimonti   |
| Luca Un giovane mascherato Un gentiluomo | Luigi Cilla          |
| Lazaro                                   | Giuseppe Domar       |
| Nicolò                                   | Egidio Bacciga       |
| La balia Levantina La madre superiora    | Natalia Nicolini     |
| Una ragazza                              | Matilde Arbuffo      |
| Una voce lontana                         | Luigi Fort           |
| Una vecchia dama                         | Irma Mion            |
| Primo servo                              | Nicola Rakowsky      |
| Secondo servo                            | Gino Migliorini      |
| Cate                                     | Giulietta Simionato  |
| Il Rosso                                 | Palmiro Domenichetti |

Direttore: Tullio Serafin.

Scenografo: Felice Carena.

Regista: Guido Salvini.

## Trama
La vicenda ha luogo a Venezia intorno alla metà del XVII secolo ed è incentrata sulla rivalità tra le famiglie di Marco Orseolo e Rinieri Fusinèr, membri del Consiglio dei Dieci.

### Atto I
Marino Orseolo, figlio di Marco, ha organizzato il rapimento di Cecilia Fusinèr, sorella di Rinieri, morta in un tentativo di fuga. Durante una festa Rinieri insulta pubblicamente Marco, ritenendolo il mandante del rapimento. Poco dopo i fratelli di Rinieri, a sua insaputa, rapiscono Contarina, sorella di Marino e figlia di Marco.

### Atto II
Rinieri, che è innamorato di Contarina, vorrebbe che i fratelli la liberassero. Mentre essi discutono giunge Marco, che è riuscito a trovare il luogo dove Contarina è nascosta. Marco minaccia vendette contro i Fusinèr, ma Contarina, che segretamente ricambia i sentimenti di Rinieri, non vuole che continui la spirale d'odio e si dice disposta a proclamare d'aver seguito volontariamente i suoi rapitori. Marco rinuncia ai suoi propositi e fugge maledicendo la figlia.

### Atto III
Marino ha voluto espiare i propri peccati combattendo come semplice soldato su una nave. Un anno dopo muore in combattimento. Una delegazione, di cui fa parte anche Rinieri in procinto a sua volta di partire per una guerra, riporta a Marco Orseolo alcuni oggetti appartenuti a Marino. Tra di essi vi è una spada che inaspettatamente si spezza. Secondo una credenza questo è un segno di pace, e Marco perdona tutti. Nello stesso tempo si svolge anche un incontro tra Rinieri e Contarina: Rinieri rinnova le sue offerte d'amore, ma Contarina dice che ormai è troppo tardi e continuerà a vivere nel convento al quale da tempo s'è ritirata. Contarina, piangente accanto allo stanco padre a cui nulla ormai sembra più importare, osserva Rinieri allontanarsi solitario («il tuo nome sarà solo Rinieri e il mio solo Contarina»).